# Krendowahono
Krendowahono is een bestuurslaag in het regentschap Karanganyar van de provincie Midden-Java, Indonesië. Krendowahono telt 3459 inwoners (volkstelling 2010).